# Sant Esteve (Castellciutat)
Sant Esteve és una partida de Castellciutat, al municipi de la Seu d'Urgell, situada a la riba esquerra del riu Valira. L'indret havia format part del municipi de Castellciutat fins al 1971 quan va ser annexat al de la Seu.
En destaca la Torre de Solsona, l'església de Sant Esteve del Pont, la Borda de Sant Esteve, la Casa Navarro i una zona industrial. Travessada pel torrent dels Cortals d'oest a est i el camí de Sant Esteve del Pont a la riba del Valira, antic camí ral d'Andorra que havia estat una via romana. També hi ha les Cases Roges. El consell regulador de la IGP Vedella dels Pirineus Catalans es troba a la partida.

## Església de Sant Esteve del Pont
Caseria i església. L'església romànica en ruïnes en resta l'absis i els murs de migida, lloc ja esmentat al segle ix. El 1999 se'n va fer una intervenció arqueològica, coordinada per Josep Farras i Albert Villaro.
L'edifici religiós actualment en total ruïna, era d'una nau amb absis rodó, coberta amb volta de canó esfondrada i finestra de doble esqueixada a l'absis.

## Casa Navarro
- Sant Esteve, 5. És una finca de la partida de Sant Esteve qualificada de zona de sòl protegit de valor agrícola-ramader i anterior a l'any 1956.[11]

Està formada per dos edificis, el primer destinat a habitatge, en desús, i el segon és un antic paller reformat actualment destinat a habitatge. L'habitatge en desús data del 1930 i el paller del 1988. Ambdós són construïts amb murs de càrrega d'obra de fàbrica i l'habitatge amb forjats de bigues i empostat de fusta i el paller amb forjats de biguetes de formigó i revoltó ceràmic.
| Nom          | Coordenades                                          | Raons per la preservació |
| ------------ | ---------------------------------------------------- | ------------------------ |
| Casa Navarro | 42° 21′ 47″ N, 1° 27′ 07″ E / 42.362931°N,1.451941°E | històriques              |